# Ambassade de France à Monaco
L’ambassade de France à Monaco est la représentation diplomatique de la République française auprès de la principauté de Monaco. Elle est située à Monaco, unique commune de la principauté, et son ambassadeur est, depuis 2023, Jean d'Haussonville. 
Avant 2006, il s'agissait seulement d'un consulat général.

## Ambassade
L'ambassade est située rue du Tenao, à Monaco, dans un immeuble dénommé « Le Roc Fleuri », situé à la frontière entre les deux pays. Elle accueille aussi une section consulaire.

## Histoire des relations diplomatiques
Le premier traité, dit de Péronne, entre la France et Monaco date du 14 septembre 1641. Conclu entre le prince Honoré II et le roi de France Louis XIII, il reconnaît la liberté et la souveraineté du prince de Monaco. Après une période tourmentée, de la Révolution française à l'influence du royaume de Piémont-Sardaigne, les relations entre les deux pays sont fixées par un traité de 1861 signé par Napoléon III et Charles III. Par le traité du 17 juillet 1918 (repris dans le traité de Versailles de 1919), la France s'engage à défendre l'indépendance et la souveraineté de la principauté de Monaco, tandis que cette dernière exerce ses droits de souveraineté en conformité avec les intérêts supérieurs français. Le traité de 1945 puis l'accord de 1963 ont défini ces relations. En vigueur depuis 2005, un nouveau traité signé avec la France le 24 octobre 2002 a permis la nomination d'ambassadeurs étrangers à Monaco et d'ambassadeurs de Monaco dans les pays étrangers, en consacrant ainsi le principe de réciprocité sur le plan de la représentation diplomatique. Le 1er janvier 2006, le consulat général a ainsi été élevé au rang d'ambassade.

## Ambassadeurs
L'ambassadeur de France à Monaco est nommé par décret du président de la République française, contresigné par le Premier ministre et le ministre des Affaires étrangères. Son titre est « ambassadeur extraordinaire et plénipotentiaire de la République française auprès de la principauté de Monaco »,,,,,,. Il entre en fonction par la remise de ses lettres de créance au prince souverain de Monaco.
| De   | À    | Ambassadeur                               | Nomination       | Présentation des lettres de créance |
| ---- | ---- | ----------------------------------------- | ---------------- | ----------------------------------- |
| 2006 | 2007 | Serge Telle,                              | 1er janvier 2006 | 15 février 2006                     |
| 2007 | 2008 | Éric Danon                                | 2 août 2007      | septembre 2007                      |
| 2008 | 2011 | Odile Remik-Adim                          | 11 avril 2008    | avril 2008                          |
|      |      | Yves Marek,                               | 10 mai 2011      | Non                                 |
| 2011 | 2014 | Hugues Moret                              | 19 octobre 2011  | 9 novembre 2011                     |
| 2014 | 2016 | Hadelin de La Tour du Pin                 | 1er août 2014    | 15 octobre 2014                     |
| 2016 | 2019 | Marine de Carné de Trécesson de Coëtlogon | 2 août 2016      | 19 septembre 2016                   |
| 2019 | 2023 | Laurent Stefanini                         | 6 août 2019      | 16 septembre 2019                   |
| 2023 | auj. | Jean d'Haussonville                       | 1er août 2023    |                                     |

## Consulat

### Communauté française
Au 31 décembre 2016, 7 697 Français sont inscrits sur les registres consulaires, ce chiffre étant en baisse continuelle depuis 1985, où les inscrits étaient 15 300. Ce déclin s'explique par la fiscalité imposée aux Français et la cherté des loyers monégasques. De 47 %, la part de Français dans la population totale de Monaco est tombée à 28 %, l'écart avec les Monégasques et les Italiens se creusant.
| 2001  | 2002  | 2003  | 2004  |
| ----- | ----- | ----- | ----- |
| 9 323 | 9 454 | 9 639 | 9 075 |

| 2005  | 2006  | 2007  | 2008  |
| ----- | ----- | ----- | ----- |
| 7 923 | 8 294 | 8 838 | 8 848 |

| 2009  | 2010  | 2011  | 2012  |
| ----- | ----- | ----- | ----- |
| 8 545 | 8 302 | 7 792 | 7 683 |

| 2013  | 2014  | 2015  | 2016  |
| ----- | ----- | ----- | ----- |
| 7 865 | 7 731 | 7 692 | 7 697 |

### Circonscriptions électorales
Depuis la loi du 22 juillet 2013 réformant la représentation des Français établis hors de France avec la mise en place de conseils consulaires au sein des missions diplomatiques, les ressortissants français de Monaco élisent pour six ans trois conseillers consulaires. Ces derniers ont trois rôles : 
1. ils sont des élus de proximité pour les Français de l'étranger ;
2. ils appartiennent à l'une des quinze circonscriptions qui élisent en leur sein les membres de l'Assemblée des Français de l'étranger ;
3. ils intègrent le collège électoral qui élit les sénateurs représentant les Français établis hors de France.

Pour l'élection à l'Assemblée des Français de l'étranger, Monaco représentait jusqu'en 2014 une circonscription électorale. Elle attribuait un siège à cette assemblée. Monaco appartient désormais à la circonscription électorale « Europe du Sud » dont le chef-lieu est Rome et qui désigne cinq de ses 21 conseillers consulaires pour siéger parmi les 90 membres de l'Assemblée des Français de l'étranger.
Pour l'élection des députés des Français de l’étranger, Monaco dépend de la 5e circonscription.